# Хиршберг (Рейн-Лан)
Хиршберг (нем. Hirschberg) — община в Германии, в земле Рейнланд-Пфальц.
Входит в состав района Рейн-Лан. Подчиняется управлению Диц. Население составляет 353 человека (на 31 декабря 2010 года). Занимает площадь 2,50 км².